# Тіберіу Дольнічану
Тіберіу Дольнічану  (рум. Tiberiu Dolniceanu, 3 квітня 1988) — румунський фехтувальник, олімпійський медаліст.

## Виступи на Олімпіадах
| Олімпіада   | Дисципліна      | Місце |
| ----------- | --------------- | ----- |
| Лондон 2012 | шабля, особисті | 17T   |
| Лондон 2012 | шабля, командні | 2     |